# دوروجاسو (گوله)
دوروجاسو (به ترکی استانبولی: Durucasu) یک منطقهٔ مسکونی در ترکیه است که در گوله (شهر) واقع شده‌است.